# Cuaderno italiano

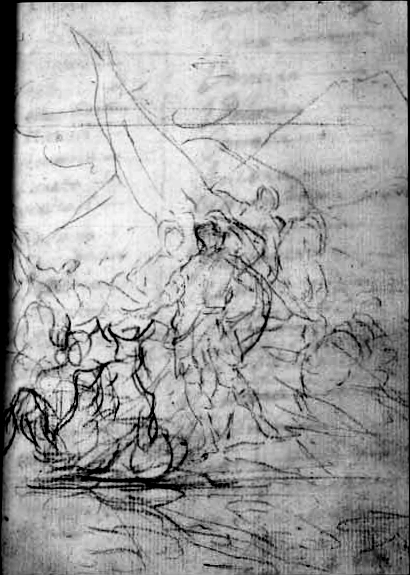
Szkic do obrazu Hannibal zwycięzca po raz pierwszy spoglądający z Alp w kierunku Italii w Cuaderno italiano (str. 37)

Cuaderno italiano (z hiszp. włoski zeszyt) – podręczny zeszyt-szkicownik zawierający rysunki i notatki malarza Francisca Goi. W 1993 roku został włączony do kolekcji Muzeum Prado.
W latach 1770–1771 Goya przebywał we Włoszech, gdzie doskonalił swoje umiejętności malarskie. Był wtedy młodym i jeszcze nieznanym artystą, którego oryginalny styl dopiero się kształtował. W tym okresie założył niewielki szkicownik, zeszyt, który nosił przy sobie i zapełniał obserwacjami i pomysłami do wykorzystania w późniejszych dziełach. Zeszyt składał się z 83 stron białego papieru żeberkowego oprawionego pergaminem, został wyprodukowany we włoskiej miejscowości Fabriano. 
Zeszyt zawiera szkice do dwóch obrazów o tematyce religijnej znajdujących się w Muzeum w Saragossie – Matka Boża z Pilar i Śmierć świętego Franciszka Ksawerego. W 1771 roku Goya przygotował obraz Hannibal zwycięzca po raz pierwszy spoglądający z Alp w kierunku Italii na konkurs dla młodych artystów zorganizowany przez Akademię Sztuk Pięknych w Parmie. W jego szkicowniku znajduje się ogólny szkic kompozycji tego dzieła oraz studium sylwetki Hannibala, głowy byka oraz antycznej zbroi. 
Oprócz szkiców przygotowawczych do później powstałych dzieł zeszyt zawiera również rysunki włoskich zabytków, rzeźb, fontann oraz kopie obrazów włoskich mistrzów, które Goya miał okazję oglądać. Kilka rysunków to eksperymenty z anamorfozą. Goya rysował ołówkiem, sangwiną i tuszem. Jego szkice charakteryzuje akademicki styl. 
Notatki, które zawiera zeszyt dotyczą nie tylko sztuki ale także wydarzeń z życia osobistego, takich jak ślub Goi czy narodziny jego dzieci. Notował także operacje finansowe i miasta, które odwiedził. Część zapisów pochodzi z okresu po powrocie do Hiszpanii.